# (34038) Abualragheb
2000 OA28 (asteroide 34038) é um asteroide da cintura principal. Possui uma excentricidade de 0.10338250 e uma inclinação de 4.51373º.
Este asteroide foi descoberto no dia 24 de julho de 2000 por LINEAR em Socorro.